# Emden (Altenhausen)

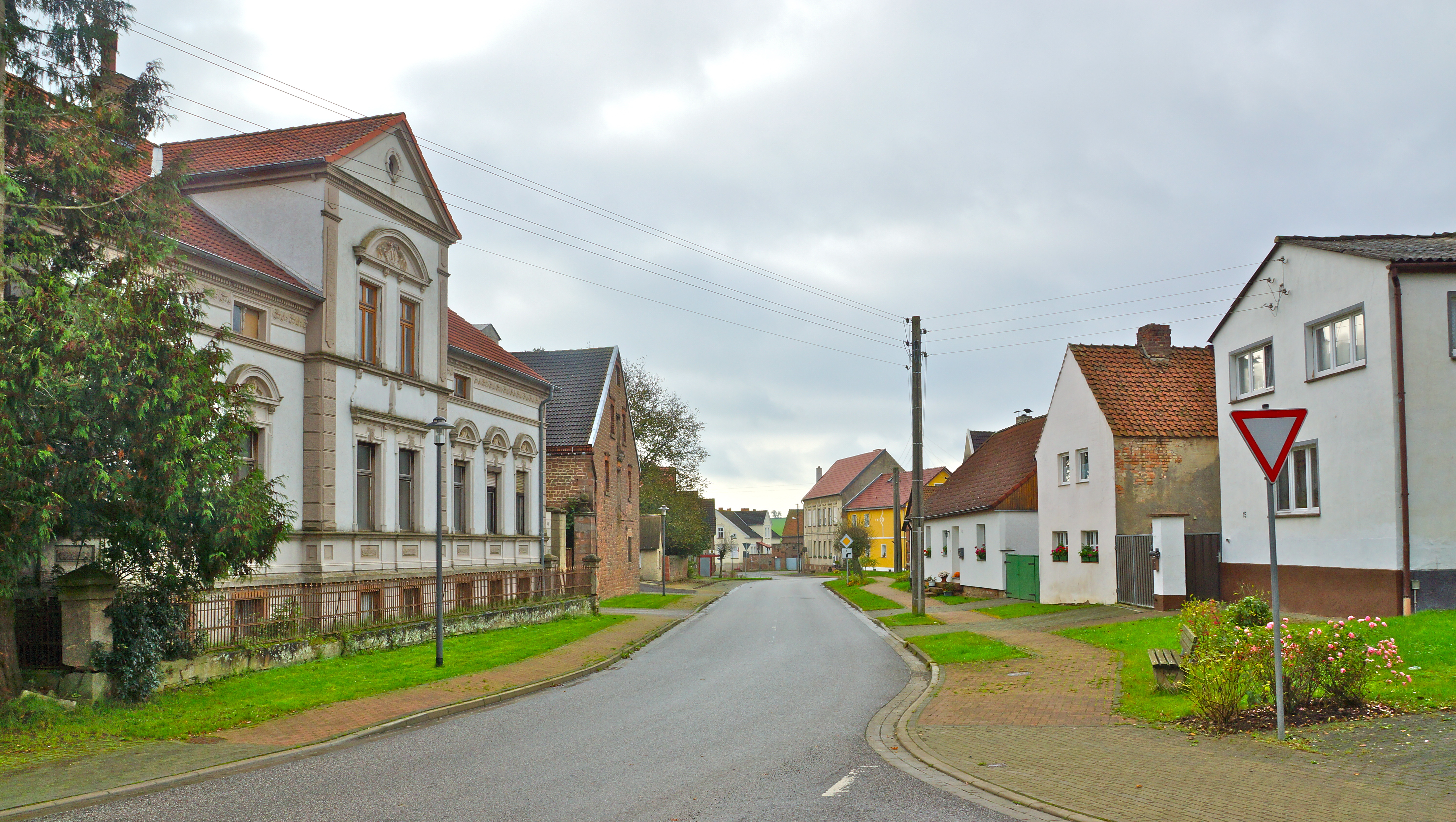
Emden, Hauptstraße, 2014

Emden ist ein Ortsteil der Gemeinde Altenhausen im Landkreis Börde in Sachsen-Anhalt.

## Geographie
Emden gehört zur Magdeburger Börde und verfügt somit über einen der fruchtbarsten Böden Deutschlands. Sowohl im Osten als auch von Westen und Norden her ist das Dorf von Naturschutzgebiet umgeben. An die ausgedehnten Wälder im Norden, dem Flechtinger Höhenzug, schließt sich die Altmark an.
Der Ort liegt im Tal des in Emden „Bever“ genannten Gewässers Beber, das drei Quellen hat. Auf ihrem insgesamt 13 Kilometer langen Weg bis zu ihrer Mündung in die Ohre wird sie auf der Emdener Flur zunächst vom Krumbeek und von der Riehe gespeist, bevor sie sich von Westen an der südlichen Ortslage Emdens vorbeischlängelt. Sie setzt ihren Weg zum Papenteich fort, bevor sie auf Alvensleber Flur gen Bebertal fließt.

## Geschichte
Der Ort wurde 1022 erstmals (als Emmode) urkundlich erwähnt. Der Name änderte sich einige Male (Emmedha, Emede, Embden), bis er seine heutige Fassung erhielt. Nach Peter Wilhelm Behrends ist der Ort eine der ältesten sächsischen Siedlungen in der Region.
Die Region um Emden ist nachweislich schon vor über 5.000 Jahren besiedelt worden. Zahlreiche Funde (Hünengräber, Siedlungsreste und ein Hockergrab) deuten auf das damalige Leben in diesem Landstrich.
Ursprünglich gab es zwei Dörfer: Groß Emden und Klein Emden. Letzteres fiel durch Abwanderung etwa im 13. Jahrhundert und einen Zehnt als Lehen an Billinc von Emden wüst. Die genauen Ursachen der Abwanderung sind unbekannt. Man geht davon aus, dass die Bewohner ins nahe Groß Emden (d. h. heutiges Emden) zogen, um Brandschatzungen oder Krankheiten zu entgehen.

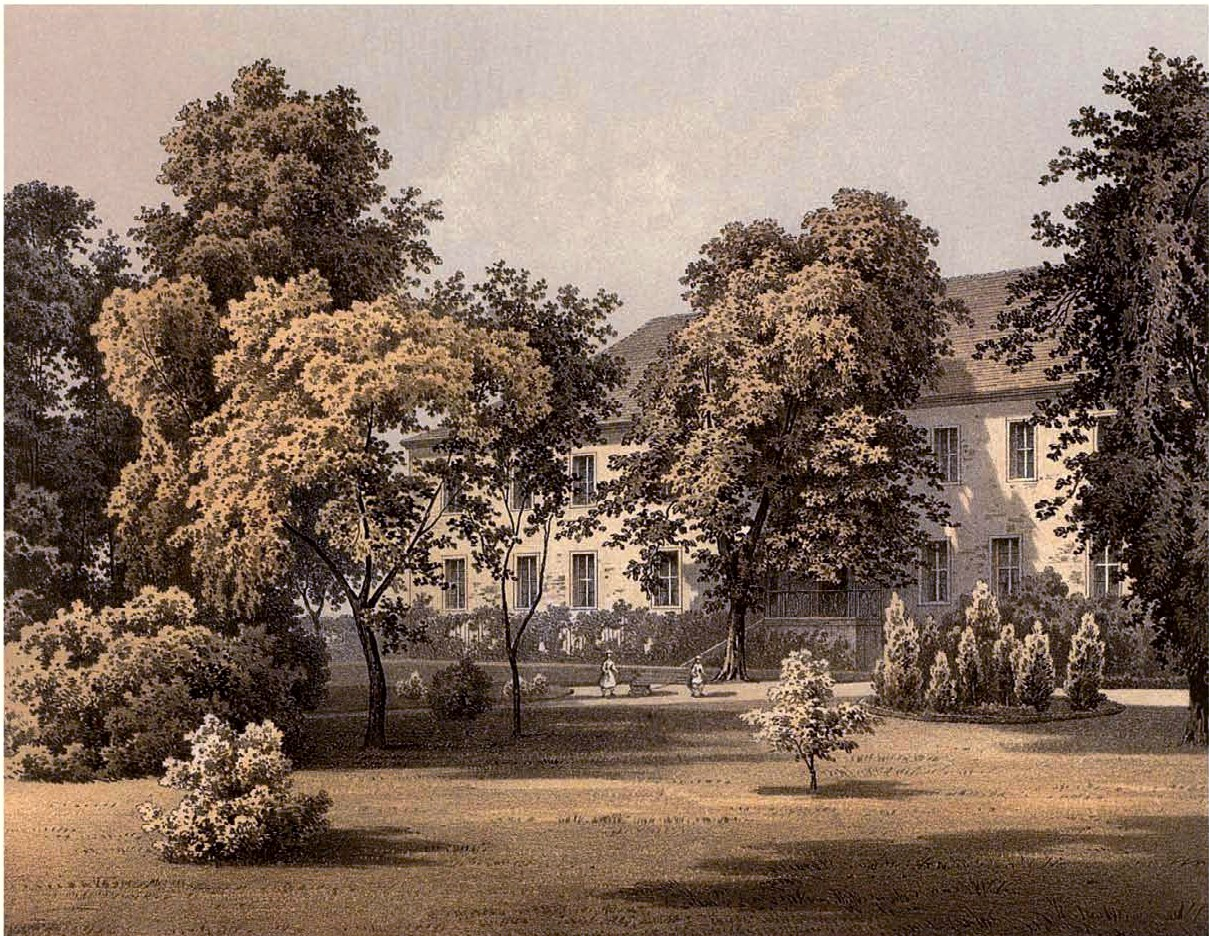
Rittergut Emden um 1860, Sammlung Alexander Duncker

Vom 11. bis 14. Jahrhundert war Emden überwiegend im Besitz des Michaelisklosters Hildesheim und des Klosters Alt-Haldensleben. Die Edelherren von Meinersen waren in Emmede reich begütert. Sie gaben aus ihrem Eigenbesitz 8 Hufen und 1 Hof, auf dem sie wohnt, als Lehen um 1220 an Adelheid von Emden; ½ Hufe und einen Zehnt als Lehen an Billinc von Emden. 1293 verkauften sie 7 Hufen, 12 Hofstellen, 1 Vorwerk an Ulrich von Eichenbarleben, Burgmann zu Alvensleben, zu Händen und zum Nutzen des Klosters Alt-Haldensleben. Das Kirchenpatronat St. Georg wurde von Bernhard II. von Meinersen, Domherr von Magdeburg und Hildesheim, dem Kloster Alt-Haldensleben 1365 geschenkt. 1485 gelangte Emden in den Besitz der Grafen von der Schulenburg auf Altenhausen, die bis zur Enteignung im September 1945 das Rittergut Emden bewohnten und bewirtschafteten. Seit 1485 bildete sich mehrmals eine Linie Schulenburg-Emden, die jedoch dreimal im Mannesstamme erlosch, womit Emden zurück an die Linie Schulenburg-Altenhausen fiel.
Am 30. September 1928 wurde der Hauptteil vom Gutsbezirk Emden mit der Landgemeinde Emden und der kleinere Teil mit der Landgemeinde Altenhausen vereinigt. Heute befindet sich das Rittergut in Privatbesitz. Ein Nutzungskonzept für das historische Gebäude ist nicht bekannt.
Der Emdener Kantor, Lehrer und Heimatforscher Franz Bock (1879–1951) sammelte in der Chronik „Emmode“ heimat- und familiengeschichtliche Daten. Sie beschreibt die erste Besiedlung der Region vor der christlichen Zeitrechnung bis hin zu den einzelnen Hofstellen und deren Besitzern bis zum Jahr 1937. Die Chronik wird fortgeschrieben.
Aus Tradition führte die Gemeinde kein Wappen, sondern ein Siegel. Dieses ist dem aus der Chronik überlieferten entlehnt. Das Ortssiegel zeigt eine Frau in bäuerlicher Tracht. Sie hat in einer Hand eine Harke. Die Ähren deuten auf die Landwirtschaft hin, die auch heute noch in Emden eine große Rolle spielt. Die Binsen erinnern an den heute nicht mehr existenten Dorfweiher im Oberdorf. Ferner ist im Siegel eine Blume zu sehen, die an die enge Verbundenheit mit derer von der Schulenburg auf Emden hinweist.
Am 1. Januar 2010 schlossen sich die bis dahin selbstständigen Gemeinden Emden und Ivenrode mit der Gemeinde Altenhausen zur neuen Gemeinde Altenhausen zusammen. Aufgrund der zentralen Lage und der historischen Verbindung aller drei Ortsteile wurde Altenhausen zum neuen Ortsnamen für die neu entstandene Gemeinde gewählt.

### Einwohnerentwicklung
Entgegen der Einwohnerzahlen vom Statistischen Landesamt betrug die tatsächliche Einwohnerzahl (Einwohner nur mit Hauptwohnung) zum 31. Dezember 2008 370. Nachforschungen ergaben, dass die Einwohner fälschlich Emden in Ostfriesland zugeordnet wurden, weshalb dieser Einwohnerschwund nur in der Statistik auftaucht. Es wird zurzeit versucht, die Statistik zu bereinigen.

## Wirtschaft und Infrastruktur
Das Dorf hat im Wesentlichen vier Straßen in Nord-Süd-Richtung und vier in Ost-West-Richtung. Die Kreisstraße 1149 verbindet im Süden die Bundesstraße 245 mit der im Norden von Emden liegenden Landstraße 42. Innerhalb der Ortslage trägt diese Straße den Namen Hauptstraße (früher: Breite Straße).
Etwas mehr als die Hälfte des Dorfes ist an das zentrale Abwassernetz angeschlossen, die restlichen Grundstücke entsorgen dezentral. Der Abwasserzweckverband Nördliche Börde beabsichtigt, den Ort innerhalb der nächsten Jahre vollständig an das zentrale Abwassernetz anzuschließen. Aufgrund dieser beabsichtigten Maßnahme wartet die Gemeinde mit der Erneuerung der Straßen und Gehwege, um nicht doppelte Kosten tragen zu müssen.
Die größten Teile dieser Arbeit sind 2009 realisiert worden. Das Abwassernetz wurde vervollständigt und die Hauptstraße mit Nebenanlagen gänzlich neu gestaltet.
Als Wirtschaftsunternehmen sind neben einigen Landwirten die Agrargenossenschaft Emden, der Stahlbau Emden sowie eine Schenke zu nennen: das Café Emmode. Der alte Beverkrug mit über dreihundertjähriger Geschichte wird nicht mehr betrieben. Die Inhaber des Café Emmode betreiben auch einen kleinen Lebensmittelladen, wo die Einwohner Grundnahrungsmittel kaufen können. Das Gros der Einwohner arbeitet jedoch außerhalb der Gemarkungsgrenzen.
Aufgrund gesunkener Einwohnerzahlen und struktureller Anpassungen werden die Kinder in der Grundschule Bregenstedt eingeschult und können dann wählen, ob sie die Sekundarschule in Erxleben oder das Gymnasium in Haldensleben besuchen wollen. Mehrmals täglich wird der Ort von Schul- und Linienbussen angefahren.
Aufgrund seiner idyllischen Lage setzt die Gemeinde eher auf den Schutz der Landschaft und den sanften Tourismus als auf die Schaffung von Gewerbegebieten. Damit bewahrt sich der Ort sein historisch gewachsenes Antlitz.
Emden (Altenhausen) liegt an der ausschließlich im Güterverkehr befahrenen Bahnstrecke Haldensleben–Weferlingen.

## Kultur und Sehenswürdigkeiten

### Profanbauten
Besonders sehenswert sind die alten vierseitigen Bauernhöfe, die zum Teil noch über sandsteinüberspannte Toreinfahrten verfügen. Man unterscheidet in Emden zwei Arten: den Thüringer Hof und den Fränkischen Hof.

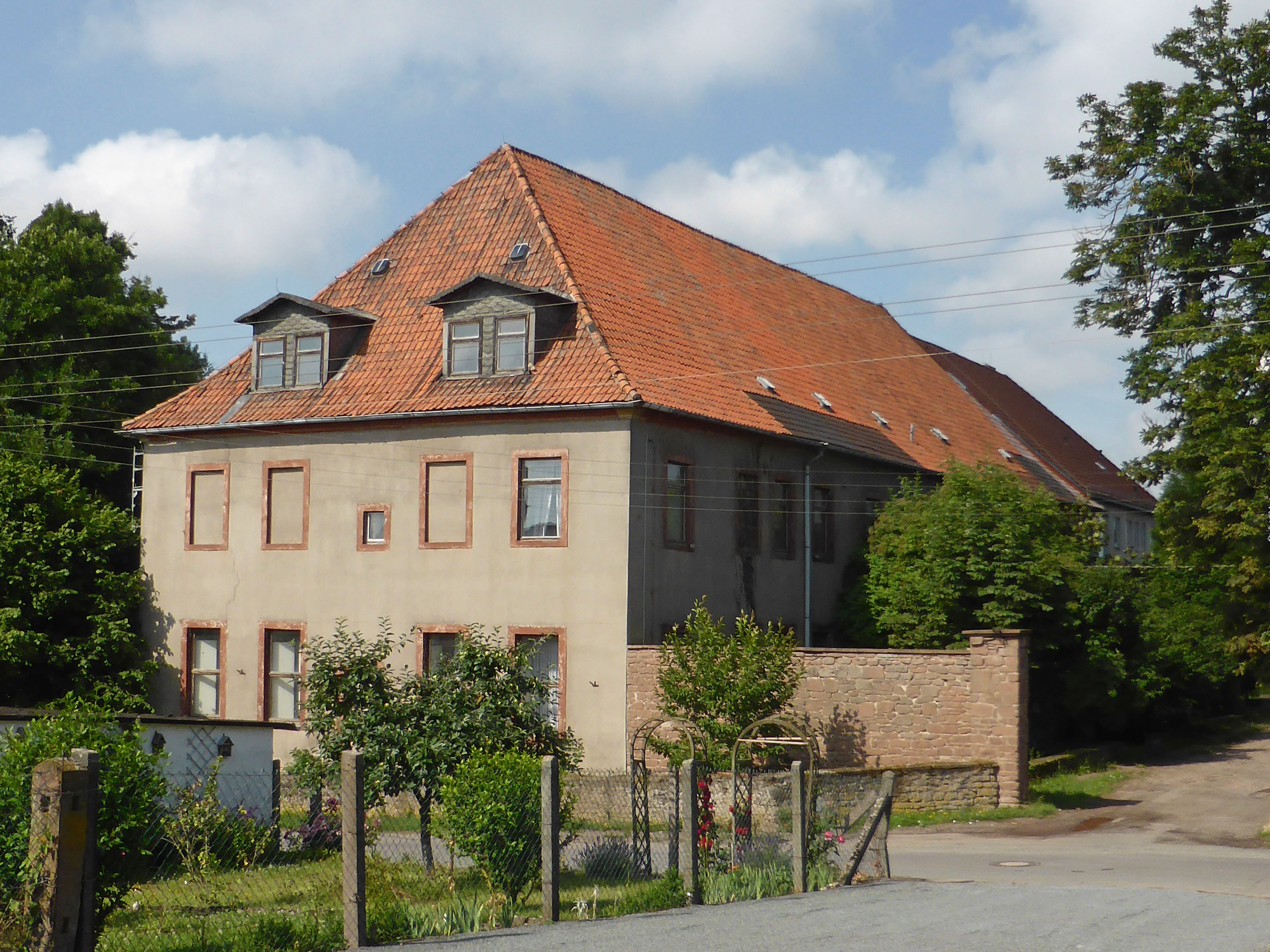
Gutshaus

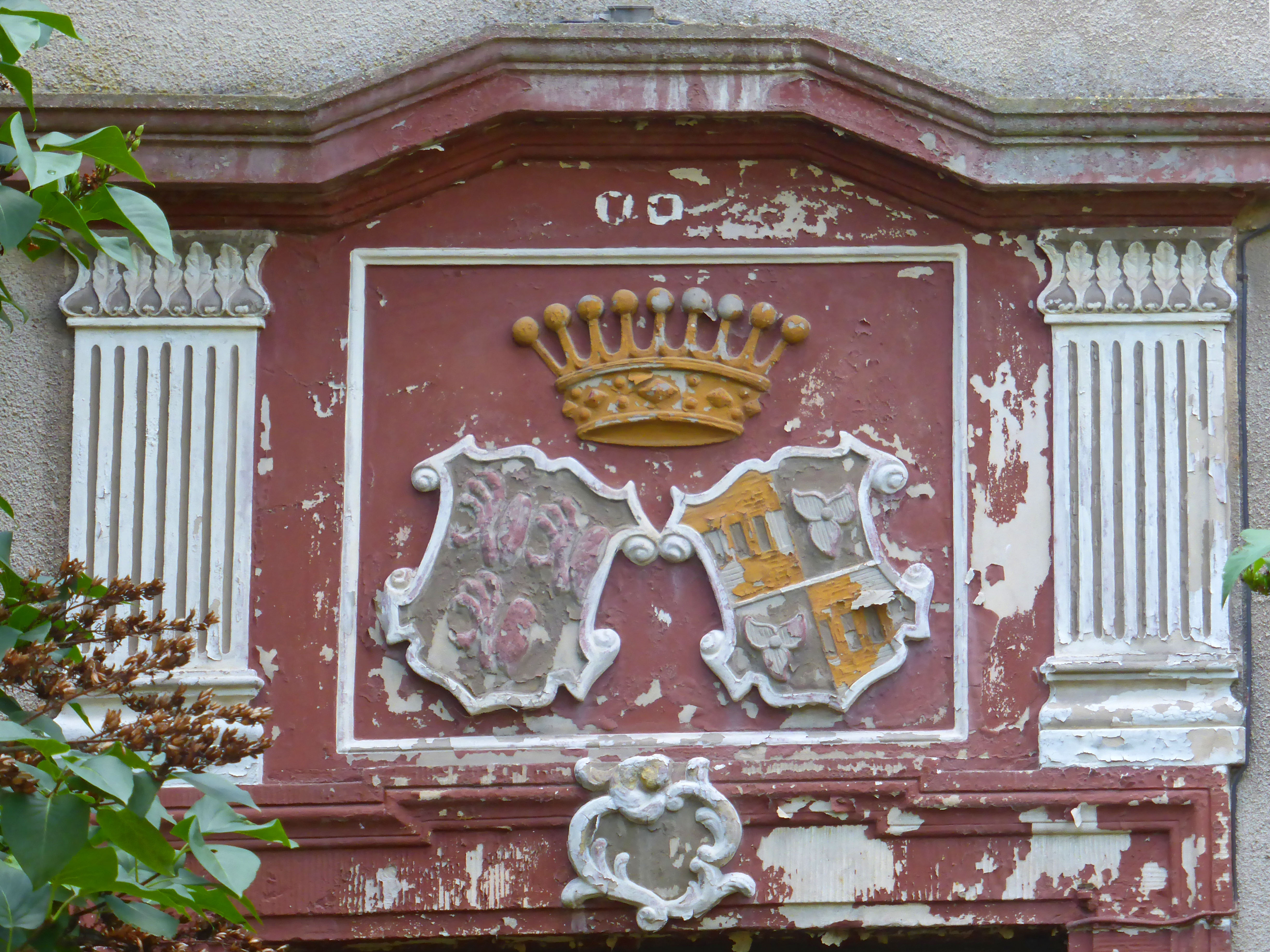
Allianzwappen am Gutshaus

Von außen zu besichtigen ist das Herrenhaus des Rittergutes Emden, in dem 1661 Matthias Johann von der Schulenburg geboren wurde. Es wurde um 1530 errichtet und 1676 durch Gustav Adolf von der Schulenburg in die heutige Gestalt umgebaut. Über dem Eingang des schlichten zweistöckigen Bauwerkes mit zehn mal fünf Achsen befindet sich das Allianzwappen derer von der Schulenburg/von Stammer. Es erinnert an Gustav Adolf von der Schulenburg und seine zweite Ehefrau Anna Elisabeth geb. von Stammer. Im Inneren sind die ursprünglichen Räume für die Nutzung als Kreis-Feierabendheim (Altenpflegeheim) verkleinert worden. Derzeit hat das Gutshaus 22 Räume. Die variantenreichen Stuckarbeiten sind noch gut erhalten. Im Untergeschoss wurden in einigen Räumen üppige Blumen- und Fruchtstuckaturen angebracht. In zwei Räumen haben sich wohl noch die Deckengestaltungen aus dem 17. Jahrhundert erhalten; im Obergeschoss sind noch zwei Räume mit klassizistischen Stuckarbeiten ausgeschmückt.
Der Garten des Gutshauses war ursprünglich im Stil eines englischen Landschaftsgartens angelegt und erstreckt sich bis ans Ufer der Beber (oder Bever). Teilweise erhalten sind ebenso die alten Wirtschaftsgebäude, die nach einem Brand 1793 sämtlich in rotem Sandstein wiedererrichtet wurden. Das Gutshaus gehört zu den Schlössern Ostfalens.

### Kirche

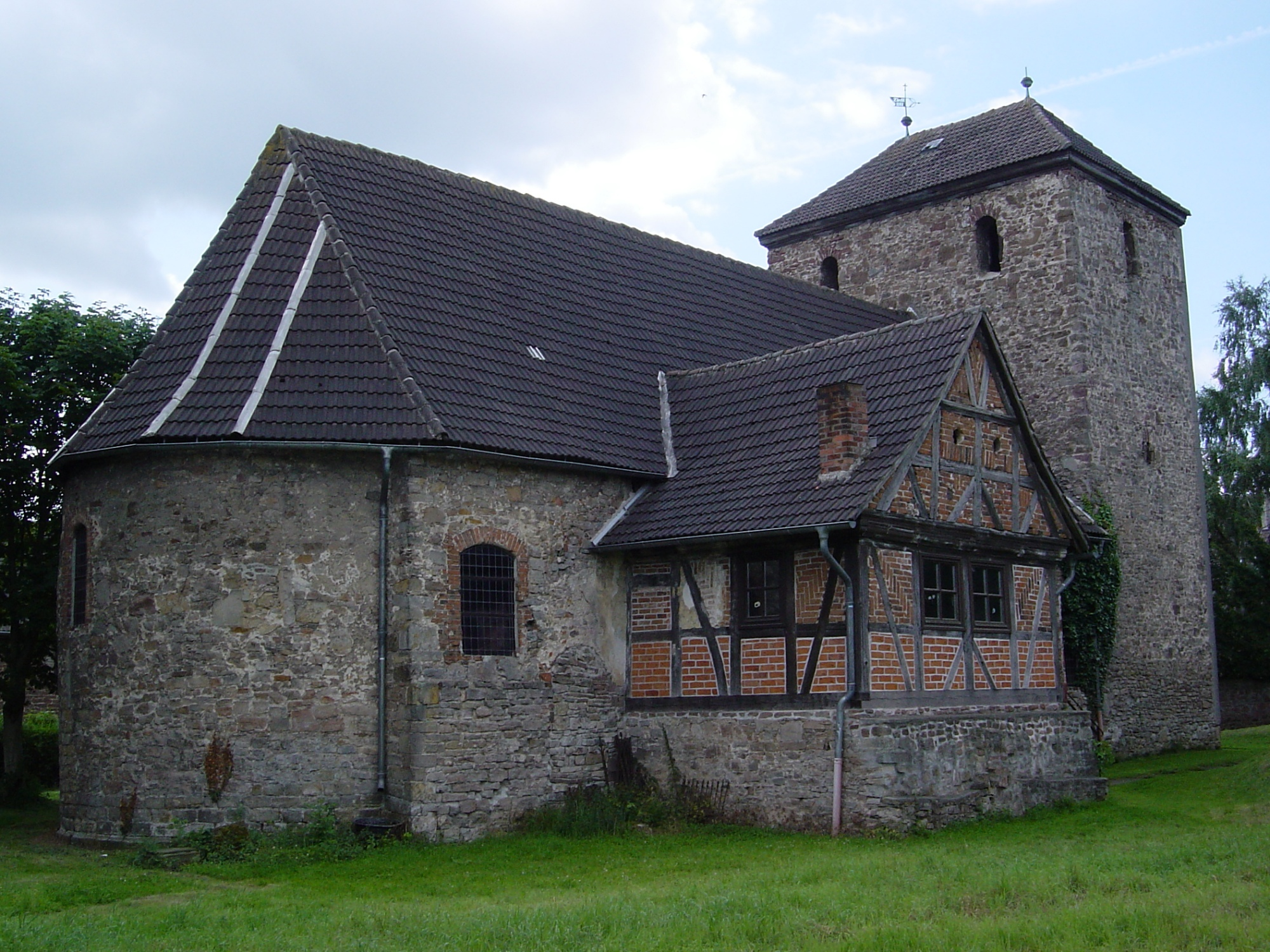
Kirche St. Georg in Emden

Als einzige Kirche im Kreise hat die St.-Georg-Kirche in Emden ihren mittelalterlichen Grundriss erhalten. Die Pfarrkirche war in frühester Zeit Eigentum und Patrozinium der reichsfreien Edelherren von Meinersen. Bernhard II. von Meinersen, Domherr von Magdeburg und Hildesheim, schenkte sie 1365 dem Kloster Alt-Haldensleben. Die Kirche steht heute unter Denkmalschutz; an ihrer Nordseite befindet sich die so genannte Prieche, ein Fachwerkanbau, dessen Gefache noch mittelalterliche Backsteinausfachungen erkennen lassen. Diese besondere Art der Ausfachung sollte nach altem Glauben vor Unheil und bösen Geistern schützen. Die Wetterfahnen auf dem Kirchturm von 1911 erinnern noch heute an Matthias von der Schulenburg, den damaligen Gutsbesitzer. Die Familiengruft derer von der Schulenburg unter der Apsis ist nicht mehr zugänglich.

Auf dem Kirchhof befand sich eine sehr alte Kastanie, deren riesige Krone zur Blütezeit im Mai besonders hübsch anzusehen war. Beim Sturm zu Pfingsten 2007 wurde sie stark beschädigt und fachgerecht zurückgeschnitten. Dadurch verlor sie an Größe und Schönheit.
Die Naturschutzgebiete mit Papenteich, Busch, Finken- und Lindenberg sowie Missionsplatz bieten gute Ausflugsmöglichkeiten für Tagesreisende.
Emden ist eine Station am Elbe-Aller-Radweg.

### Regelmäßige Veranstaltungen
Im Unterschied zu den benachbarten Orten, die zum Osterfeuer laden, findet in Emden in der Nacht vom 30. April auf den 1. Mai das traditionelle Maifeuer statt. Zunächst treffen sich die Bewohner im Dorfzentrum am gerade errichteten Maibaum, um anschließend mit einem Fackelumzug durch das Dorf zum Festplatz zu ziehen und das aufgeschichtete Holz zu entzünden.
Jährlich zu Christi Himmelfahrt wird das traditionelle Missionsfest auf dem Missionsplatz im Wald unter alten Eichen gefeiert (mit Unterbrechung seit 1863). Dazu kommen aus der ganzen Region die Menschen zusammen, um bei einem Gottesdienst unter freiem Himmel erbaulichen Worten und den Berichten der Missionare zu lauschen.
Auf dem alten Sportplatz an der Beber, der etwa 1 km stromaufwärts von Emden liegt, ist aus einer Jubiläumsfeier mit einer Musikkapelle unter einer Eiche zwischen Pappeln ein Festival elektronischer Tanzkultur gewachsen, unabhängig von den vielen anderen Festivalen mit gleichem Hintergedanken.
„Krach am Bach“, entsteht nun jährlich ein Wochenende lang Mitte August das Klangspektakel, welches viele lokale, nationale und internationale Künstler und Musiker, Tanzbegeisterte und Schaulustige zusammenkommen lässt.

## Persönlichkeiten
Herausragendste Persönlichkeit von Emden ist Matthias Johann Graf von der Schulenburg (1661–1747). Im Auftrag der Republik Venedig verteidigte er die Feste Korfu und hat somit Mitteleuropa vor dem Einfall der Türken bewahrt. Werner von der Schulenburg schrieb den historischen Roman Der König von Korfu über seinen berühmten Vorfahren.
Seine Schwester Ehrengard Melusine von der Schulenburg (1667–1743) war die Mätresse des englischen Königs Georg I. Sein Bruder Daniel Bodo von der Schulenburg war kursächsischer Generalleutnant.
Der preußische Generalleutnant Hermann von der Schulenburg (1794–1860) wurde ebenso wie sein Sohn, der preußische Offizier und spätere Kapuzinerpater Hermann von der Schulenburg (1829–1865), ebenfalls hier geboren.
Kantor Franz Bock (1879–1951) war in Emden Lehrer, Kantor, Küster und Organist. Einen überregionalen Namen machte er sich in seiner Funktion als Heimatforscher. Zu seinen Verdiensten zählen neben einer detaillierten Erforschung der Regionalgeschichte auch seine Werke Geschichte des Kreises Neu-Haldensleben (1920) und das Buch Emmode – Geschichte eines Dorfes (1937), das in der Region eine Orientierung zur Erstellung anderer Ortschroniken gibt.